# حزب التجمع الإفريقي - السنغال
حزب التجمع الأفريقي - السنغال (بالفرنسية : Parti du Regroupement Africain-Sénégal) كان حزباً سياسياً في السنغال. تشكل في سبتمبر 1958، بعد انقسام في الاتحاد التقدمي السنغالي.
أصدر الحزب صحيفة إندبندنت أفريكن.
في عام 1964 انقسم الحزب، وشكلت أقلية حزب إعادة التجمع الأفريقي الذي اختار الاندماج السريع مع الاتحاد التقدمي السنغالي.
في عام 1966، انضم الحزب إلى الاتحاد التقدمي السنغالي.